# Jorge Casado
Jorge Casado Rodríguez (Madrid, 26 juni 1989) is een Spaans voetballer die bij voorkeur als linksback speelt.

## Clubcarrière
Casado werd op elfjarige leeftijd opgenomen in de jeugdopleiding van Rayo Vallecano. In 2010 verhuisde hij naar Real Madrid Castilla. Op 20 december 2011 debuteerde Casado in het eerste elftal van Real Madrid, in de Copa del Rey tegen SD Ponferradina. In 2012 promoveerde Casado met Castilla naar de Segunda División.

## Clubstatistieken
| Seizoen     | Club             | Competitie         | Competitie | Competitie | Competitie | Beker | Beker | Beker | Internationaal | Internationaal | Internationaal | Totaal | Totaal | Totaal |
| Seizoen     | Club             | Competitie         | Wed.       | Dlp.       | Ass.       | Wed.  | Dlp.  | Ass.  | Wed.           | Dlp.           | Ass.           | Wed.   | Dlp.   | Ass.   |
| ----------- | ---------------- | ------------------ | ---------- | ---------- | ---------- | ----- | ----- | ----- | -------------- | -------------- | -------------- | ------ | ------ | ------ |
| 2011/12     | Real Madrid      | La Liga            | 0          | 0          | 0          | 1     | 0     | 0     | —              | —              | —              | 1      | 0      | 0      |
| Club Totaal | Club Totaal      | Club Totaal        | 0          | 0          | 0          | 1     | 0     | 0     | 0              | 0              | 0              | 1      | 0      | 0      |
| 2010/11     | RM Castilië      | Segunda División B | 27         | 3          | 1          | —     | —     | —     | —              | —              | —              | 27     | 3      | 1      |
| 2011/12     | RM Castilië      | Segunda División B | 37         | 3          | 3          | —     | —     | —     | —              | —              | —              | 37     | 3      | 3      |
| 2012/13     | RM Castilië      | La Liga 2          | 39         | 1          | 4          | —     | —     | —     | —              | —              | —              | 39     | 1      | 4      |
| 2013/14     | RM Castilië      | La Liga 2          | 27         | 1          | 0          | —     | —     | —     | —              | —              | —              | 27     | 1      | 0      |
| Club Totaal | Club Totaal      | Club Totaal        | 130        | 8          | 8          | 0     | 0     | 0     | 0              | 0              | 0              | 130    | 8      | 8      |
| 2014/15     | Real Betis       | La Liga 2          | 15         | 0          | 2          | 3     | 0     | 0     | —              | —              | —              | 18     | 0      | 2      |
| Club Totaal | Club Totaal      | Club Totaal        | 15         | 0          | 2          | 3     | 0     | 0     | 0              | 0              | 0              | 18     | 0      | 2      |
| 2015/16     | SD Ponferradina  | La Liga 2          | 35         | 0          | 3          | 3     | 1     | 0     | —              | —              | —              | 38     | 1      | 3      |
| Club Totaal | Club Totaal      | Club Totaal        | 35         | 0          | 3          | 3     | 1     | 0     | 0              | 0              | 0              | 38     | 1      | 3      |
| 2016/17     | Real Zaragoza    | La Liga 2          | 18         | 1          | 0          | 0     | 0     | 0     | —              | —              | —              | 18     | 1      | 0      |
| Club Totaal | Club Totaal      | Club Totaal        | 18         | 1          | 0          | 0     | 0     | 0     | 0              | 0              | 0              | 18     | 1      | 0      |
| 2017/18     | AO Xanthi        | Super League       | 22         | 2          | 1          | 1     | 0     | 0     | —              | —              | —              | 23     | 2      | 1      |
| 2018/19     | AO Xanthi        | Super League       | 29         | 0          | 4          | 4     | 1     | 0     | —              | —              | —              | 33     | 1      | 4      |
| 2019/20     | AO Xanthi        | Super League       | 17         | 0          | 1          | 2     | 0     | 0     | —              | —              | —              | 19     | 0      | 1      |
| Club Totaal | Club Totaal      | Club Totaal        | 68         | 2          | 6          | 7     | 1     | 0     | 0              | 0              | 0              | 75     | 3      | 6      |
| 2020/21     | Rayo Majadahonda | Segunda División B | 11         | 0          | 0          | 0     | 0     | 0     | —              | —              | —              | 11     | 0      | 0      |
| 2021/22     | Rayo Majadahonda | Segunda División B | 35         | 1          | 4          | 3     | 0     | 0     | —              | —              | —              | 38     | 1      | 4      |
| 2022/23     | Rayo Majadahonda | Segunda División B | 22         | 4          | 1          | 1     | 1     | 0     | —              | —              | —              | 23     | 5      | 1      |
| Club Totaal | Club Totaal      | Club Totaal        | 68         | 5          | 5          | 4     | 1     | 0     | 0              | 0              | 0              | 72     | 6      | 5      |
| TOTAAL      | TOTAAL           | TOTAAL             | 334        | 16         | 24         | 18    | 3     | 0     | 0              | 0              | 0              | 352    | 19     | 24     |